# Etgar Keret – Een waargebeurd verhaal
Etgar Keret — Een waargebeurd verhaal (bra: Etgar Keret — Uma história verdadeira) é um documentário neerlandês de 2017 dirigido por Stephane Kaas em colaboração com o escritor Rutger Lemm.

## Enredo
Para o escritor israelense Etgar Keret (1967), a ficção é literalmente de importância vital. Após o suicídio de seu melhor amigo, ele busca refúgio em escrever narrativas curtas e absurdas, a fim de não ceder à mesma tentação destrutiva. Essas histórias surrealistas cheias de humor o tornam mundialmente famoso. 

## Prêmios e indicações
| Ano  | Prêmio                         | Categoria                 | Indicação                             | Resutado |
| ---- | ------------------------------ | ------------------------- | ------------------------------------- | -------- |
| 2018 | 46th International Emmy Awards | Melhor Programa Artístico | Etgar Keret – Een waargebeurd verhaal | Venceu   |